# Braulio Estima
Braulio de Oliveira Estima (nascido em Recife no dia 10 de junho de 1980)  é faixa preta de 5º grau no jiu-jítsu brasileiro. Recebeu sua faixa preta das mãos de Carlos Gracie Jr.  4 de janeiro de 2004. Ao longo de sua carreira de lutador, venceu muitos torneios de jiu-jítsu brasileiro em todo o mundo, como o Mundial, o  ADCC, o Campeonato Pan-Americano e o Campeonato Europeu. Sua longa lista de conquistas o tornou muito respeitado entre outros praticantes de Jiu-Jitsu brasileiro, tanto que alguns o consideram um dos melhores praticantes do mundo e um dos treinadores principais da Gracie Barra U.K.

## Início da vida e educação
Braulio Estima nasceu em 10 de junho de 1980, em Recife, Brasil. Ele teve seu primeiro contato com as artes marciais aos 9 anos de idade, quando foi apresentado ao judô. No entanto, um ano depois, seu instrutor de judô sofreu uma morte prematura, o que levou Estima a dar um tempo nas artes marciais. Seis anos depois, ele decidiu voltar e começou a treinar judô e jiu-jítsu brasileiro na Gracie Barra Jiu-Jitsu Academy.
Estima esteve sob a tutela de Charles Dos Anjos quando começou a treinar jiu-jítsu brasileiro na Gracie Barra. Em menos de um ano de treinamento, ele conquistou cinco grandes títulos juniores na divisão faixa branca e, como resultado, foi promovido à faixa azul. Quando Dos Anjos deixou a academia, Zé Radiola assumiu o cargo de mentor e professor de Estima. Em 1999, após três anos de treinamento, Estima conquistou seu primeiro Campeonato Pan-Americano como faixa azul e, logo em seguida, foi promovido à faixa roxa. Após mais exibições bem-sucedidas em torneios, como a medalha de bronze no Campeonato Pan-Americano de 2000, foi promovido à faixa marrom. Ele ganhou o ouro por três anos consecutivos (2001-2003) no Campeonato Pan-Americano como faixa marrom.

## Carreira
No final de 2002, Maurição Gomes convidou Estima para dar aulas na Gracie Barra Academy em Birmingham, Inglaterra, para substituí-lo. Estima aceitou a oferta de Maurição e fez de Birmingham seu lar permanente. Ele continua a dar aulas lá até hoje, com a ajuda de seu irmão Victor Estima e de Otavio Souza. Desde então, Estima ensinou vários grapplers respeitados do Reino Unido, como Graham Keys, Kenny Baker, Tom Barlow, Chris Rees e Luke Costello.
Em 4 de janeiro de 2004, Estima recebeu sua faixa preta das mãos de Carlos Gracie Jr. Cinco meses depois, Estima venceu o Mundial na categoria de 85 kg. Essa vitória o tornou muito respeitado entre outros praticantes de jiu-jítsu brasileiro, pois ele era faixa preta há apenas cinco meses quando venceu o torneio. Dois anos depois, Estima venceu o Mundial de 2006 e o Campeonato Pan-Americano e, por fim, conquistou todos os principais títulos ao vencer o Campeonato Europeu, o Mundial e o ADCC em 2009. Após o Campeonato Mundial da IBJJF de 2014, Estima testou positivo para DMAA, uma droga proibida para melhorar o desempenho. Estima foi destituído de seu título mundial de 2014 pela IBJJF e pela USADA e suspenso por dois anos.

## Artes marciais mistas
Estima começou a treinar artes marciais mistas, e a organização de MMA Shine Fights o contratou para um contrato de várias lutas. Ele estava programado para estrear contra Rick Hawn no Shine Fights: Worlds Collide, em maio de 2010, mas todo o card foi cancelado após a derrota da atração principal do card, Mayorga vs. Thomas. Estima remarcou sua estreia no MMA, assinando com o Titan Fighting Championships. Em 2012, Estima assinou com a Authentic Sports Management e treinou com lutadores de MMA como Rashad Evans, Jorge Santiago [en] e Eddie Alvarez.

## A rixa de Braulio Estima e Nick Diaz
Estima estava programado para enfrentar Nick Diaz em uma superluta de jiu-jitsu brasileiro sem kimono na Exposição Mundial de Jiu-Jitsu de 2012 , que deveria ocorrer em 12 de maio de 2012, em Long Beach, Califórnia. No entanto, Nick Diaz não apareceu para a luta, deixando Estima esperando no tatame, depois Diaz alegou que Estima não bateu o peso, apesar de Estima ter se pesado no dia da competição com o limite de peso exigido de 82 kg. Estima se recusou a lutar com um substituto tardio e se ofereceu para lutar com Diaz em uma luta de artes marciais mistas.
Após o UFC 158, Estima, que era parceiro de treinamento de Georges St-Pierre, foi aos bastidores para apertar a mão de Diaz. Nick respondeu empurrando-o e chamando-o de nomes. De acordo com Estima, Kron Gracie o estava hostilizando junto com Diaz.

## Registros
Estima fez história quando finalizou sete pessoas em um total de 5 minutos e 24 segundos no Campeonato Pan-Americano de 2003.
Atualmente, Estima detém o maior número de vitórias no Campeonato Europeu, com um total de 5.
Estima também fez parte da classe inaugural do Hall da Fama do ADCC, introduzido em 2021.

## Apelido
Seu apelido, Carcará, vem do nome de um pássaro da região de sua cidade natal, no nordeste do Brasil. Além disso, ele também costumava usar uma marca de kimono chamada Carcará, que foi descontinuada.

## Registro MMA
| Cartel no MMA   |           |           |
| 1 luta          | 1 vitória | 0 derrota |
| Por nocaute     | 0         | 0         |
| Por finalização | 1         | 0         |
| Por decisão     | 0         | 0         |

| Res.    | Cartel | Oponente      | Método                         | Evento                          | Data                 | Round | Tempo | Local                               | Notas     |
| ------- | ------ | ------------- | ------------------------------ | ------------------------------- | -------------------- | ----- | ----- | ----------------------------------- | --------- |
| Vitória | 1–0    | Chris Holland | Finalização (triângulo de mão) | Titan Fighting Championships 24 | 24 de agosto de 2012 | 1     | 3:21  | Kansas City, Kansas, Estados Unidos | MMA debut |

## Resultados de Grappling

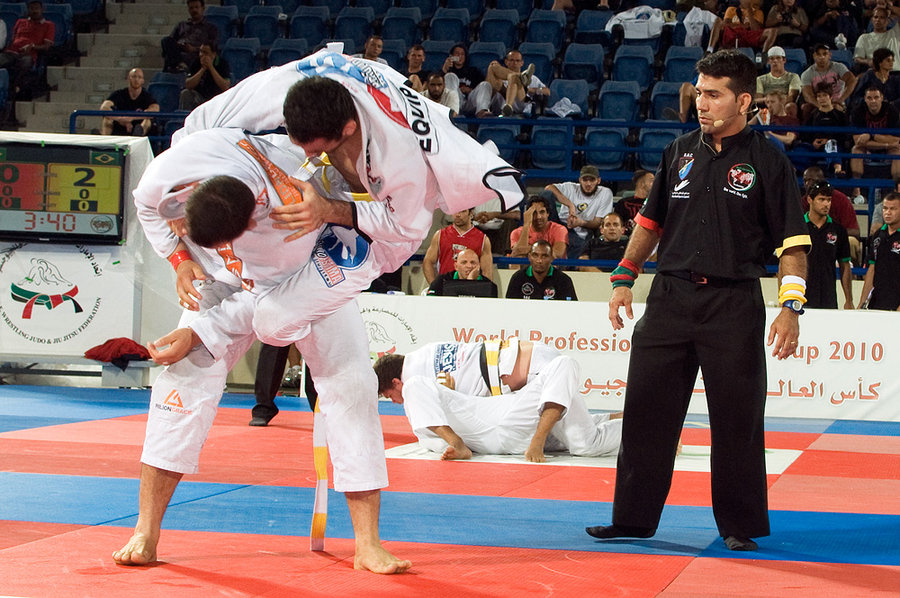
Braulio Estima na Campeonato Mundial Profissional de Jiu-Jitsu de Abu Dhabi em 2010 em Abu Dhabi

- 2º lugar no Absoluto e na categoria -83 kg Campeonato Mundial de Jiu-Jitsu Profissional [en]
- 2º lugar no Absoluto e 4º lugar na categoria -95 kg. Copa do Mundo de Jiu-Jitsu Profissional 2009.
- Campeão da Superfight - 2011 ADCC Submission Wrestling World Championship.
- Campeão -88 kg e Campeão Absoluto 2009 ADCC Submission Wrestling World Championship.
- Campeão da Copa do Mundo Absoluto - 2006
- Campeão Mundial Absoluto - 2002
- Campeão Mundial - 2004, 2006, 2009
- Campeão Mundial - 2014 (desqualificado[17])
- Grand Slam Capital Challenge Jordan - 2008 peso pesado e Campeão Absoluto
- Campeão Pan-Americano - 1999, 2001, 2002, 2003, 2006
- Campeão Pan-Americano Absoluto - 2003
- Campeão Pan-Americano sem kimono - 2008
- Campeão pan-americano absoluto sem kimono - 2008
- Campeão europeu - 2007, 2009, 2011
- Campeão europeu absoluto - 2007, 2009
- Campeão da Equipe Internacional - 2003, 2007
- Desafio dos Campeões BRASIL X EUA - 2003
- Medalhista de prata do ADCC - 2007
- Medalhista de prata no Mundial - 2008
- 3º lugar no Campeonato Mundial - 2003
- 3º lugar no Campeonato Mundial - 2001
- Campeão Campeonato Mundial-2001

## Ver Também
- Gabi Pessanha
- Tainan Dalpra
- Carlos Gracie Jr.
- Luiza Monteiro
- Mikey Musumeci
- Megaton Dias
- Carlos Lemos Júnior
- Cyborg Abreu
- Rafael Lovato Júnior
- Maria Malyjasiak

## Links Externos
- Confederation of Brazilian Jiu-Jitsu Results Arquivado em 2012-03-22 no Wayback Machine
- Braulio Estima BJJ (GI) career on  Martial Arts Ranking